# Сплаварење стабала
Сплаварење стабала је метода транспорта оборених стабала дрвећа тако што се спајају како би се направили сплавови, који се затим повлаче или вуку низ реку, или преко језера или друге водене површине. То је вероватно, после вожње одвојених трупаца, друго најјефтиније средство за транспорт посеченог дрвета. Обе методе се могу назвати плутање стабала. Традиција сплаварења стабала која се практикује у Аустрији, Чешкој, Немачкој, Летонији, Пољској и Шпанији уписана је на Унескову Репрезентативну листу нематеријалног културног наслеђа човечанства 2022. године.

## Историја сплаварења
За разлику од вожње трупаца, која је представљала опасан задатак плутања одвојених трупаца, сплавари на сплавовима од стабала могу уживати у релативној удобности пловидбе, са кабинама изграђеним на сплавовима, управљајући помоћу весала и са могућношћу заустављања. С друге стране, за сплаварење сплавова од стабала су потребни шири водотоци.
Ови сплавови су такође коришћени као превозно средство људи, робе, и сировина (руда, крзно, дивљач).
Теофраст (Hist. Plant. 5.8.2) бележи како су Римљани увозили корзиканско дрво путем огромног сплава који је покретало чак педесет јарбола и једара.
Ова пракса је била уобичајена у многим деловима света, посебно у Северној Америци и на свим главним рекама Немачке. Сплаварење је омогућило повезивање великих континенталних шума, као у југозападној Немачкој, преко Мајне, Некара, Дунава и Рајне са приморским градовима и државама. Рано модерно шумарство и трговина на даљину били су уско повезани. Велики борови у црној шуми звали су се "Холандери", јер су их продавали у Холандији. Велики дрвени сплавови на Рајни били су дуги 200 до 400 м, широки 40 м и састојали су се од неколико хиљада трупаца. Посада се састојала од 400 до 500 људи, укључујући склониште, пекаре, пећи и штале за стоку. Инфраструктура за сплаварење стабала је омогућила велике међусобно повезане мреже широм континенталне Европе. Појава железнице, парних бродова и побољшања транспортних и путних мрежа постепено су смањила употребу ових сплавова. Оно је, пак, још увек важно у Финској. У Шпанији је овај начин транспорта коришћен на рекама Ебро, Тахо, Хукар, Турија и Сегура, и у мањој мери на Гвадалкивиру. Документарни докази о овој употреби постоје још у шеснаестом веку, а употреба је продужена до средине 20. века. У Русији се употреба сложених дрвених сплавова званих бељана наставила до 1930-их.

## Конструкција
Сплавови од стабала су могли бити огромних димензија, понекад и до 600 м дужине, 50 м ширине и наслагана 2 м у висину. Такви сплавови би садржали хиљаде трупаца. За удобност сплавара - којих је могло да има и до 500 - коришћени су и трупци за изградњу кабина и кухиња. Управљање сплава вршено је веслима, а касније и реморкерима.
Конструкција сплава се разликује у зависности од водотока. На каменитим и ветровитим рекама сплавови су били једноставни, а понекад специфичне конструкције. На пример, предњи делови трупаца били су спојени дрвеним штаповима, док су задњи делови били лабаво повезани ужетом. Настала опуштеност је омогућила лаку адаптацију за уска и ветровита водена корита. Широке и тихе реке, попут реке Мисисипи, дозвољавале су огромним сплавовима да путују у караванима, па чак и да буду везани.
Ова врста конструисаних сплавова од трупаца који се користе за сплаварење дрветом на великим удаљеностима воденим путевима до тржишта са великим бројем становника појавила се на обали Атлантика око 1883. године. Тамо су их понекад називали бродовима за трупце Џогинс-Лери јер их је финансирао бизнисмен Џејмс Т. Лери а настали су у Џогинсу, Нова Шкотска. Изгледа да су такође функционисали на реци Рајни већ 14. септембра 1888. О њиховој употреби на обали Пацифика први су размишљали капиталисти Џејмс Мервин Донахју из Железнице Сан Франциска и Северног Пацифика и Џон Д. Спрекелс из Железнице Сан Дијега и Аризоне када су 21. септембра 1889. основали компанију Џогинс Рафт на западној обали Пацифика.
Већина сплавова је била направљена од четвртастог дрвета, било клесаног на квадрат ручно или резано на квадрат од стране пилана. Нека дрвна грађа је била пажљиво, глатко тесана, а за њом је постојала потражња, посебно у Енглеској, након што је парна пилана постала уобичајена. На реци Алтамахи, дуги низ година током ере сплаварења, већина сплавова је била сачињена од дрвета „краста“, то јест, трупаца грубо обрубљених широком секиром ради чвршћег склапања и за пилане које су могле да секу само равно дрво.

## УНЕСКО-ва листа нематеријалне културне баштине
Традиција сплаварења стабала која се практикује у Аустрији, Чешкој, Немачкој, Летонији, Пољској и Шпанији уписана је на Унескову Репрезентативну листу нематеријалног културног наслеђа човечанства 2022. године.
Сплаварење стабала у Аустрији, Чешкој, Немачкој, Летонији, Пољској и Шпанији настало је у средњем веку, када су се сплавови користили за превоз дрвета, робе и људи коришћењем природних токова воде. Сплавари који су путовали на удаљена одредишта проводили су недеље живећи и радећи заједно на свом сплаву. Као резултат тога, настала је заједница која дели знање, вештине, технике и вредности израде и управљања дрвеним сплавовима. Традиција се гаји генерацијама и остаје јака захваљујући континуираној усменој комуникацији, посматрању и учешћу, укључујући омладинске кампове, локалне школе, фестивале и радионице. 
Сплавови дужине до 600 метара, ширине 50 метара и висине 2 метра, данас се углавном користе за пловидбу рекама. Међутим, процес изградње остаје исти и укључује одабир дрвета, транспорт до реке и повезивање стабала како би се формирали сплавови. Заштита воде и еколошких система и одржива употреба дрвета су дубоко укорењени у пракси, а редовна и жива размена искустава обогаћује наслеђе и промовише заједничке вредности и културну размену преко граница.